# قهرمانان (آلبوم سبتان)
قهرمانان (انگلیسی: Heroes) هفتمین آلبوم گروه هوی متال سبتان است که در ۶ مه ۲۰۱۴ منتشر شد.این آلبوم توسط پیتر تگترین در استودیوی ابیس ساخته شد.